# Aphelandra kuna
Aphelandra kuna é uma espécie de plantas com flores. Foi descrito pela primeira vez por TF Daniel e LA Mc Dade. Aphelandra kuna pertence ao gênero Aphelandra e à família Acanthaceae .
Este tipo de planta pode ser encontrado em:
- Panamá

Não existe esse tipo listado.